# Phyllonorycter leucocorona
Phyllonorycter leucocorona là một loài bướm đêm thuộc họ Gracillariidae. Nó được tìm thấy ở Nhật Bản (Hokkaidō, Honshū, Kyūshū).
Ấu trùng ăn Quercus dentata và Quercus serrata. Chúng ăn lá nơi chúng làm tổ.